# ジョン・ゴットマン

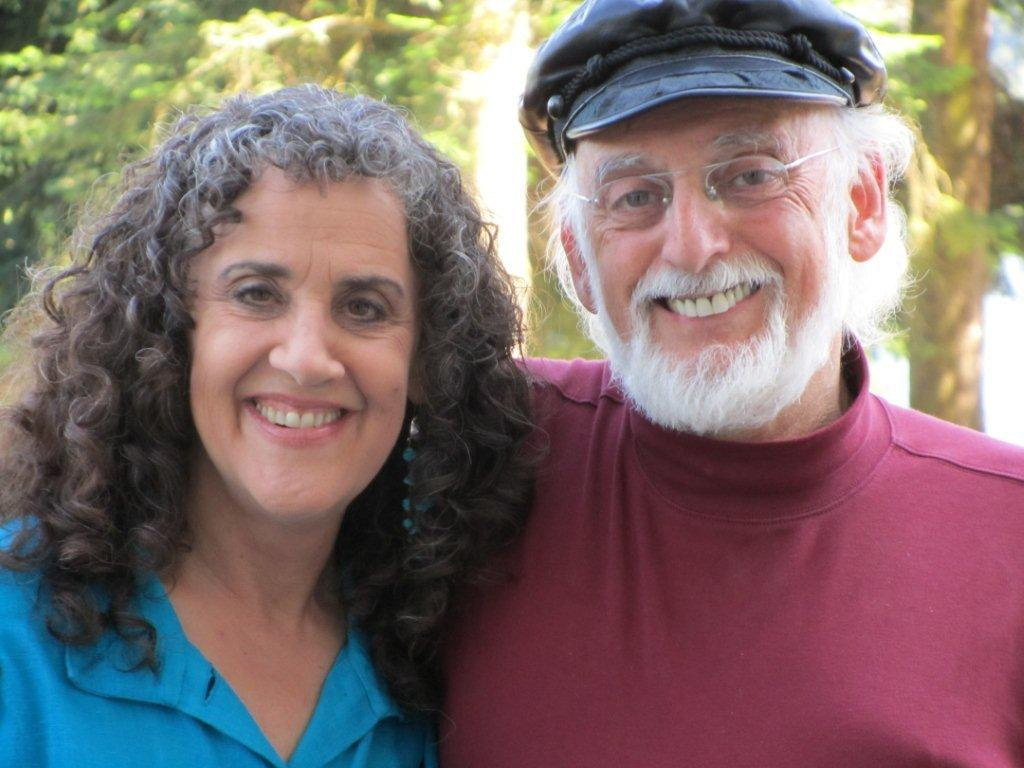
ジョン・ゴットマン博士と妻のジュリー

ジョン・ゴットマン（John Gottman 1942年4月26日 - ）は、ワシントン大学 (ワシントン州)の心理学の名誉教授であり、夫婦関係や結婚生活の安定性の研究で知られている。
また、妻のジュリー・ゴットマンと共に、非営利団体の研究所「The Relationship Research Institute 関係研究所」と、営利企業のセラピスト養成施設「The Gottman Institute ゴットマン研究所」の責任者を勤めている。

## 概要
ゴットマンは科学的かつ直接的に夫婦の観察を行い、それを同僚が要約して論文として発表した。ゴットマンとその他の研究者らによるこうした研究の成果は、人間関係を害する行動を避けて人間関係を改善するためのカウンセリング活動に応用される基礎的根拠となっている。

## 離婚の予測
ゴットマンは、仮説に基づいていくつかの指標や方程式を作成し、カップルの結婚生活が安定であるか離婚に至るかを予測するために、このテーマで7つの研究を行った。新婚カップルの結婚の結末を予測する研究は、人々によく知られている。
1992年の研究
オリジナルな研究は、1992年にゴットマンと Buehlman により行われた。この研究では、子どものあるカップルに対してインタビューを行い、経験的モデルにより離婚を予測する判別関数を作成し、それにより離婚を94％の精度で予測した。結婚生活の初期は、変化に富み、順応して、「物の見方」が形成される時期であるので、ゴットマンは、結婚1年目のカップルの「物の見方」を通じて、結婚生活が安定であるか離婚に至るかの予測を行った。
1998年の研究
1998年の研究において、ゴットマンは、新婚のカップルが4～6年後に結婚生活を続けているか離婚しているかを予測するためのモデルを作成した。このモデルでは、90％の精度で予測出来るとゴットマンは述べている。また、別のモデルでは、新婚カップルが7～9年後にどうなっているかを81％の精度で予測できると述べている。
2000年の研究
ゴットマンのフォローアップ研究は、新婚のカップルに対してインタビューを行い、それにより結婚生活が安定しているか離婚するかの予測を行おうとするものであり、2000年に発表された。ゴットマンは、カップルが最初の5年間で離婚するかどうかを87.4％の精度で予測できると述べている。ゴットマンは、離婚を予測するために、カップルが当人たちの結婚や相手をどう見ているかという内容を用いた。
方法
ゴットマンの予測は、カップルが結婚の結びつきをどう見ているかに基づいている。彼の2000年の研究は、結婚したばかりの95組のカップルに対して、対面的にインタビューを行って得られたものである。カップルが会話をする中で表現された肯定的あるいは否定的な人間関係のあり方に焦点を当てながら、カップルの人間関係について尋ね、出会ってからの歴史について尋ね、結婚生活の方針について尋ねた。カップルの回答の内容を点数化するのではなく、1996年にゴットマンと Buehlman が作った「口頭のインタビュー内容を分類するシステム」を用いて、カップルの結婚に対する見方や互いに対する見方を評価した。そうしたカップルの見方が、結婚生活が安定であるか離婚に至るかの予測に用いられた。一口で言えば、結婚生活や互いに対する見方が、より前向き（positive）であれば、結婚生活は、より安定的であった。
ゴットマンのモデルは、ポール・エクマンの「人間の感情と微細な感情表現の分析法」を用いている。
確認の研究
ランド・コンガーによって1996年に確認のための研究（[追試]）が行われ、カップルの見方によって、結婚生活が安定か離婚するかを予測したところ、精度は80％であった。
結果
ゴットマンは、「離婚が予測される最もネガティブな4つの行動は、相手の人格に対する批判、優位な立場から相手を軽蔑すること、防衛的な態度をとること、拒否的態度ないし対話から感情的に引きこもることである」ことを発見した。他方、安定的なカップルは、穏やかに、ポジティブなやり方で、お互いを支援しながら、争いを処理するのである。
ゴットマンは、自分の研究成果に基づいて「ゴットマンのカップル治療法」を開発した。この治療法は、尊敬や愛情や親近感を増やし、争いを克服し解決し、より深い理解を生み出し、争い解決のための討論を冷静に保つことを目的としている。この「ゴットマンのカップル治療法」は、カップルが幸福で安定した結婚生活を樹立させるための助けになることを目的としている。

## 研究の成果
幾つかの研究を行って、ゴットマンは、結婚や離婚における多くの人間関係のあり方や、その影響を明らかにして、自身の著書や、同僚が要約した本により報告した。以下は、そのうちの主なものである。
- 結婚生活の争いの中では、争いにより正常な思考ができなくなることがあるので、議論が白熱してきたら、20分間の冷却時間ないし身体リラックス時間を設けるようゴットマンはアドバイスしている。

- 「関係維持のための努力」の効果とは、関係維持のために人が行う最も小さい努力と、相手の反応の仕方のことである。例えば、幸福なカップルは、一緒にいる時に、より多くの「関係維持のための努力」を行い、「気持ちが近づく反応」を多く行い、最も破壊的な「気持ちが離れる反応」をほとんど行わない。ある本は、この状況を「関係の治癒」であるとしている。

- ゴットマンは、「信頼」という概念を、「ウィンーウィンの関係（相互に利益を得る関係）を協力して作り上げる傾向であり、ロスーロスの関係（囚人のジレンマにおいて相互に不利益を被る状態のような関係）の連鎖から抜け出す能力」と定義している。

- 結婚後短期間に離婚に至る要因は、後年になって離婚に至る要因とは異なっている。早期の離婚は、「（黙示録の）4人の騎手」のようなひどい戦いが特徴的である。これに対して、後年になっての離婚は、夫婦関係の早期において、前向きの積極的な影響が少なかったことが特徴的である。

- 怒りは、夫婦関係にとって、決して悪いものではない。幸福なカップルも、不幸なカップルと同じくらいしばしば怒る。怒りや戦いの頻度よりも、怒りに対する反応の仕方やカップルがどの程度破壊的になるかということが、決定的な要因になる。ゴットマンは「怒りは、結婚の正常な機能の一部である」と述べている。

- 幸福なカップルのうち、69％のカップルは、10年後にも、同じ未解決の争いを抱えている。その状態でも幸福でいられるのは、その争いで戦いを勃発させずに、遠回しに迂回しているからである。

軽蔑と結婚
ゴットマンの理論によれば、4つの破壊的な感情的反応があり、それらがあれば離婚が予測されるとしている。それは、批判、防衛的対応、無反応、軽蔑である。その4つの内でも軽蔑が最も重要であるとゴットマンは述べている。
7つの原則
ゴットマンの「結婚がうまくいくための7つの原則」という本の中で、ゴットマンは、ワシントン州シアトルにある彼の研究施設での研究に基づいて、うまく行っている結婚生活で観察される行動や、結婚生活を脅かす行動について論じている。ゴットマンは、夫婦関係の良い部分を強化して、困難な時期にもその困難を乗り越えられるように、以下のような7つの原則を実践することを勧めている。
（1）愛の地図を強化すること。
ゴットマンの言う愛の地図とは、脳の中にあって、パートナーについての情報を記憶する場所のことである。愛の地図を強化するということは、パートナーを本当に知って、パートナーの夢、希望、興味などを知ることであり、それは、二人の関係を通じてパートナーの利益を実現するために必要不可欠なことである。
（2）　愛情を育て、多く賞賛すること。
これは、パートナーに対して肯定的な見方をして、尊重し、パートナーの個性の良さを把握しているということである。
（3）離れるのでなく、寄り添うこと。
パートナーの生活における短い一瞬一瞬について知って、自分をそれに適合させることは、人間関係に必要な結合力を維持するために重要である。
（4）パートナーからの影響を受け入れること
人間関係において自分の独自性を維持することは重要なことである。しかし、同じくらい重要なことは、パートナーに譲歩して受け入れることである。もし双方が、相手からの影響を受け入れるのなら、より深いレベルで、お互いを尊重しあうことができるようになる。
（5）解決可能な問題を解決すること
解決可能な問題を、双方が歩み寄って解決することは重要である。ゴットマンは、それは次の5つのステップにより可能になると考えている。穏やかに始めること、修復の試みを行ったり受け入れたりするようになること、自分自身をなだめたり相手をなだめたりすること、歩み寄って妥協すること、お互いの過ちを許すことの5つである。
（6）膠着状態を乗り越えること
重要な問題であるのに、両者の考えが根本的に異なっていて解決できない場合には、相互理解と深い部分でのコミュニケーションが必要となる。歩み寄りが不可能な場合でも、最低限の目標は、相手が自分の考えを主張することを把握することである。
（7）人生の意味を共有すること
共有する役割、象徴、儀式、伝統を通じて、パートナー同士を持続的に結びつけるように、価値体系を共有することが必要である。

## 個人歴
ジョン・ゴットマンは、ドミニカ共和国において、正統派ユダヤ教徒の両親のもとに生まれた。ゴットマンの父は、第二次世界大戦の前に、ウィーンでユダヤ教指導者をしていた。ゴットマンは、ブルックリンにあるルバヴィッチ・イェシーバー小学校で教育を受けた。現在は、保守派ユダヤ教徒である。
20年前に、彼は、心理療法士のジュリー・ゴットマンと結婚した。二人は現在、ワシントン州で暮らしている。モリア・ゴットマンは、二人の実子である。

## 受賞歴
ゴットマンは、国立精神衛生研究所の「研究者賞」を4度受賞している。また、アメリカ結婚と家族療法学会の「傑出した研究者賞」を受賞し、アメリカ家族療法学会の「家族システム研究の最も傑出した貢献者賞」を受賞し、アメリカ心理学会の家族心理学部門の「人生研究の傑出した貢献に対する会長表彰」を受け、家族関係全国評議会の「理論と研究における傑出した経歴に対する1994年のBurgess賞」を受賞している。

## 出演

### 番組
- 「Good Morning America おはようアメリカ」
- 「the Today Show 今日のショー」
- 「the CBS Morning News and Oprah CBS 朝のニュースとオプラ」。

### 雑誌
- 「New York Times ニューヨーク・タイムズ」
- 「the Ladies Home Journal 婦人家庭雑誌」
- 「Redbook 赤本」
- 「Glamour 魅惑」
- 「Woman’s Day 婦人の日」
- 「People 人々」
- 「Self 自身」
- 「the Reader’s Digest リーダーズ・ダイジェスト」
- 「Psychology Today 今日の心理学」
- 「the Seattle Times シアトル・タイムズ」
- 「the Seattle Post-Intelligencer シアトル・ポスト：啓蒙紙」

## 著作
ゴットマンは190編以上の学術論文と、共著を含めて40冊の著書を執筆している。 

### 主な著作
- Nan Silver; Gottman, John (1994). Why marriages succeed or fail: what you can learn from the breakthrough research to make your marriage last. New York: Simon & Schuster. ISBN 0-671-86748-2.「結婚がうまくいったり失敗したりするのはなぜか：自分の結婚生活がうまくいくように、最近の優れた研究成果から学ぶべきこと」
- Joan Declaire; Gottman, John (1997). The heart of parenting: how to raise an emotionally intelligent child. New York: Simon & Schuster. ISBN 0-684-80130-2.「子育ての心：心が聡明な子どもの育て方」
- The Marriage Clinic (W.W. Norton, 1999), W W Norton page「結婚クリニック」
- Nan Silver; Gottman, John (1999). The seven principles for making marriage work. New York: Three Rivers Press. ISBN 0-609-80579-7. – a New York Times bestseller「結婚生活がうまくいくための7つの原則」。この本は、ニューヨーク・タイムズ社のベスト・セラーである。邦訳 ISBN 9784476032963。
- Joan Declaire; Gottman, John (2001). The relationship cure: a five-step guide for building better connections with family, friends, and lovers. New York: Crown Publishers. ISBN 0-609-60809-6.「人間関係の治療：家族、友人、恋人とより良い関係を築くための5つのステップ」。邦訳  ISBN 4478710597。
- Anne Gartlan; Julie Schwartz Gottman; Joan Declaire (2006). Ten Lessons to Transform Your Marriage: America's Love Lab Experts Share Their Strategies for Strengthening Your Relationship. Random House Audio. ISBN 0-7393-3237-6.「あなたの結婚生活を改善するための10のレッスン：あなたの夫婦関係を強化するために、米国の愛情研究室の専門家が勧める方法」
- Julie Schwartz Gottman; Gottman, John (2008). And Baby Makes Three: The Six-Step Plan for Preserving Marital Intimacy and Rekindling Romance After Baby Arrives. New York: Three Rivers Press. ISBN 1-4000-9738-X.「子どもが生まれて3人になった：子どもが生まれて以後もロマンスを継続し、夫婦の親密さを保つための6つのプラン」
- Gottman, John (2011). The Science of Trust: Emotional Attunement for Couples. New York: W. W. Norton & Company. ISBN 0-393-70595-1.「信頼の科学：カップルが気持ちを同調させること」